# Aeschi SO
| SO ist das Kürzel für den Kanton Solothurn in der Schweiz. Es wird verwendet, um Verwechslungen mit anderen Einträgen des Namens Aeschi zu vermeiden. |

Aeschi ist eine politische Gemeinde im Bezirk Wasseramt des Kantons Solothurn in der Schweiz, nicht zu verwechseln mit Aeschi bei Spiez, einer anderen politischen Gemeinde, jedoch im Verwaltungskreis Frutigen-Niedersimmental des Kantons Bern gelegen. Seit dem 1. Januar 2012 gehört die bisherige Gemeinde Steinhof als solothurnische Exklave im bernischen Oberaargau neu zur Gemeinde Aeschi (SO).

## Geographie

Luftbild von Walter Mittelholzer (1926)

Die Gemeinde Aeschi besteht aus den Ortsteilen Aeschi, Burgäschi und Steinhof. Südlich von Burgäschi liegt der Burgäschisee.
Nachbargemeinden sind: im Norden Etziken, Bolken; im Osten Niederönz, Herzogenbuchsee, Bettenhausen und Hermiswil; im Süden Seeberg; im Westen Drei Höfe.

## Geschichte
- Steinzeit: Seeufersiedlungen lagen am Äschisee.
- 1252: urkundliche Ersterwähnung von Aeschi. Der Name geht wohl auf die Bezeichnung «Standort von Eschen» zurück.
- 14. Jahrhundert: Die um 1100 durch die Ritter von Esche erbaute Burg in der Nähe des Sees wurde durch die Truppen der Städte Bern und Solothurn zerstört.
- 1361: Die niedere Gerichtsbarkeit in Aeschi ging an Solothurn über. Die hohe Gerichtsbarkeit blieb bei Bern.
- 1665: Im Vertrag von Wynigen verzichtete Bern auf die hohe Gerichtsbarkeit.
- 1683: Mit der Einweihung der Sankt Anna-Kirche wurde Aeschi zur selbständigen Pfarrei im Bistum Konstanz.
- 1829: Burgäschi löste sich von der grossen Gemeinde und bildete eine eigenständige solothurnische Einwohnergemeinde.
- 1941–1943: Absenkung des Burgäschisees um 2 Meter zur Gewinnung von Ackerland (Plan Wahlen).
- 1994: Burgäschi und Aeschi schlossen sich wieder zu einer Gemeinde zusammen.
- um 2000: bei Aeschi Bau des Hersiwiltunnels der Eisenbahn-Neubaustrecke Mattstetten–Rothrist.
- 2012: Die Gemeinde Steinhof fusionierte mit der Gemeinde Aeschi.

## Wappen
Blasonierung
In Rot über grünem Dreiberg liegendes gelbes Winkelmass, belegt mit schwarzem Anker, dessen Griff tatzenkreutzförmig ist und dessen beide Spitzen mit einem gelben sechsstrahligen Stern besteckt sind, oben von ebensolchen Sternen beseitet